# Liaodontus maxfischeri
Liaodontus maxfischeri är en stekelart som beskrevs av Diller 1994. Liaodontus maxfischeri ingår i släktet Liaodontus, och familjen brokparasitsteklar. Inga underarter finns listade.